# Tvättgölen (Tvings socken, Blekinge)
Tvättgölen är en sjö i Karlskrona kommun i Blekinge och ingår i Nättrabyåns huvudavrinningsområde.